# Вселенная «Заклятия»
«Вселе́нная „Закля́тия“» (англ. The Conjuring Universe) — американская серия фильмов ужасов производства New Line Cinema, отдела Warner Bros. Pictures. Фильмы представляют собой кинематографическое описание случаев из реальной жизни Эда и Лоррейн Уоррен, охотников за паранормальными явлениями и участников спорных происшествий, связанных с известными случаями паранормальных явлений. Основной ряд повествует об их попытках оказать помощь людям, которые одержимы демонами, в то время как спин-оффы фильмов делают акцент на истоках некоторых сущностей, с которыми столкнулись Уоррены.
Собрав более 1,9 млрд долларов сборов, серия превзошла результаты других хоррор-серий — «Пила» (более 1 млрд сборов) и «Оно» (более 1,1 млрд сборов).
В настоящее время франшиза состоит из трёх фильмов в основной серии, «Заклятие» (2013), «Заклятие 2» (2016) режиссёра Джеймса Вана и «Заклятие 3: По воле дьявола» (2021) режиссёра Майкла Чавеса. Сценарий написан в соавторстве с Чадом Хэйес и Кэри У. Хэйес. Сюжет каждого фильма вращается вокруг одного из многих известных паранормальных случаях, в которых Уоррены были в составе команды исследующих. Первый фильм описывает случай семьи Перрон, которые оказываются ввязаны в тревожные события в новоприобретённом доме на Род-Айленде. Второй фильм базируется на спорном случае полтергейста в Энфилде и вкратце ссылается в начальной сцене на события, которые вдохновили создателей «Ужаса Амитивилля». Третий фильм основной серии в настоящее время находится в процессе развития.
Франшиза также включает в себя «Проклятие Аннабель» (2014), его приквел «Проклятие Аннабель: Зарождение зла» (2017), спин-офф «Проклятие монахини» (2018), триквел «Проклятие Аннабель 3» (2019) и сиквел спин-оффа «Проклятие монахини 2» (2023). Сюжет фильмов про Аннабель разработан на основе истории одноимённой куклы. В основной франшизе кукла показывалась в начальной сцене первого фильма «Заклятие». Ещё один спин-офф, «Проклятие монахини», рассказывает историю противостояния с демоном в образе монахини, которого ввели в качестве основного паранормального злого персонажа фильма «Заклятие 2». Сиквел спин-оффа «Монахини» ближе познакомил зрителей с сестрой Айрин и её связью с Лоррейн Уоррен.
Два фильма серии «Заклятия» были встречены преимущественно положительными отзывами как критиков, так и поклонников жанров ужасов. Похвалу заработал Ван за режиссуру и основной актёрский состав фильма, особенно Патрик Уилсон и Вера Фармига с отношениями между Эдом и Лоррейн. Критики также отметили влияние фильмов на популярную культуру и на производство современных фильмов ужасов. Первый фильм в серии «Аннабель» получил более отрицательные отзывы и считается многими, в основном поклонниками первого фильма, хуже своего предшественника. «Проклятие Аннабель: Зарождение зла» был встречен общими положительными отзывами. Два основных фильма и два спин-оффа зарекомендовали себя достаточно успешными в прокате, что позволило получить доход свыше $1,2 млрд по всему миру при затратах на производство на общую сумму 81,5 млн долл., что делает их третьей самой кассовой хоррор-франшизой в истории и одной из самых успешных у критиков в жанре ужасов.
Успех франшизы взаимосвязанных фильмов привёл к сравнению в СМИ с Кинематографической вселенной Marvel. Кинокритик Скотт Мендельсон из Forbes называет франшизу «первой успешной после Кинематографической вселенной Marvel». Официальное название, используемое компанией Warner Bros. для серии фильмов, — «Вселенная „Заклятия“».
В апреле 2023 года стало известно о работе над сериалом по мотивам киновселенной «Заклятие», который продолжит заложенную в фильмах историю. Продюсером выступил Питер Сафран, сериал будет снят для стримингового сервиса HBO Max.

## Развитие
Разработка началась за 20 лет до первого фильма, когда Эд и Лорейн Уоррены дали интервью вместе с Каролин Перрон для продюсера Тони Дероза-Грунд. Дероза-Грунд сделал запись Уорренов для её последующего обсуждения. В конце ленты Уоррены сказали Дероза-Грунду: «Если мы не можем сделать этого в фильме, я не знаю, что мы можем». Дероза-Грунд затем описал своё видение фильма Эду.
Дероза-Грунд написал оригинальный сценарий к проекту с названием Заклятие. В течение почти 14 лет он пытался создать фильм, но не добился какого-либо успеха. Первоначально он планировал сделку, чтобы снять фильм в Gold Circle Films, продюсерской компании фильма Призраки в Коннектикуте (2009), но контракт не был завершён, и сделка была отменена.
Дероза-Грунд в союзе с продюсером Питером Сафраном, и братьями сценаристами Чадом и Кэри У. Хэйес были привлечены к работе, чтобы доработать сценарий. Используя наработки Дероза-Грунд, братья Хэйес изменили точку зрения истории от семьи Перрон, к семье Уорренов. Братья беседовали с Лоррейн Уоррен много раз по телефону, чтобы уточнять детали. К середине 2009 года, сценарий стал предметом аукциона среди шести студий, который в итоге остановился на Summit Entertainment. Однако, Дероза-Грунд и Summit не смогли завершить сделку и фильм вошёл в поворот. Дероза-Грунд вновь подключился к New Line Cinema, которая проиграла в первоначальном аукционе, и студия, в конечном итоге, подняла фильм. 11 ноября 2009 года была заключена сделка между New Line Cinema и Evergreen Media Group от Дероза-Грунд.

## Фильмы
| Название                           | Дата премьеры в США | Режиссёр          | Сценарист(ы)                                               | Сюжет                                       | Продюсер                                    |
| ---------------------------------- | ------------------- | ----------------- | ---------------------------------------------------------- | ------------------------------------------- | ------------------------------------------- |
| Заклятие                           | 19 июля 2013        | Джеймс Ван        | Чад Хэйес и Кэри У. Хэйес                                  | Чад Хэйес и Кэри У. Хэйес                   | Тони ДеРоза-Грюнд, Питер Сафран и Роб Коуэн |
| Проклятие Аннабель                 | 3 октября 2014      | Джон Р. Леонетти  | Гари Доберман                                              | Гари Доберман                               | Питер Сафран и Джеймс Ван                   |
| Заклятие 2                         | 10 июня 2016        | Джеймс Ван        | Чад Хэйес, Кэри У. Хэйес, Джеймс Ван и Дэвид Лесли Джонсон | Чад У. Хэйес, Кэри У. Хэйес и Джеймс Ван    | Питер Сафран, Роб Кауэн и Джеймс Ван        |
| Проклятие Аннабель: Зарождение зла | 11 августа 2017     | Давид Ф. Сандберг | Гари Доберман                                              | Гари Доберман                               | Питер Сафран и Джеймс Ван                   |
| Проклятие монахини                 | 7 сентября 2018     | Корин Харди       | Гари Доберман                                              | Джеймс Ван и Гари Доберман                  | Питер Сафран и Джеймс Ван                   |
| Проклятие Аннабель 3               | 28 июня 2019        | Гари Доберман     | Гари Доберман                                              | Джеймс Ван и Гари Доберман                  | Питер Сафран и Джеймс Ван                   |
| Заклятие 3: По воле дьявола        | 4 июня 2021         | Майкл Чавес       | Дэвид Лесли Джонсон-Макголдрик                             | Джеймс Ван и Дэвид Лесли Джонсон-Макголдрик | Питер Сафран и Джеймс Ван                   |
| Проклятие монахини 2               | 8 сентября 2023     | Майкл Чавес       | Йен Б. Голдберг, Ричард Найнг и Акела Купер                | Акела Купер                                 | Питер Сафран и Джеймс Ван                   |
| Заклятие 4: Последний обряд        | 5 сентября 2025     | Майкл Чавес       |                                                            |                                             |                                             |

### Вышедшие фильмы
| 1952      | Проклятие монахини                 |
| 1953–1954 |                                    |
| 1955      | Проклятие Аннабель: Зарождение зла |
| 1956      | Проклятие монахини II              |
| 1957–1966 |                                    |
| 1967      | Проклятие Аннабель                 |
| 1968–1970 |                                    |
| 1971      | Заклятие                           |
| 1972      | Проклятие Аннабель 3               |
| 1973–1976 |                                    |
| 1977      | Заклятие 2                         |
| 1978–1980 |                                    |
| 1981      | Заклятие 3: По воле дьявола        |

#### Заклятие (2013)
В январе 2012 года, Джеймс Ван был утверждён как режиссёр фильма «Файлы Уорренов/The Warren Files», позже переименованный в «Заклятие/The Conjuring», сюжет которого базировался на реальной жизни Эда и Лоррейн Уорренов, супружеской пары, которые расследовали паранормальные явления. В своём втором сотрудничестве с Джеймсом Ваном, Патрик Уилсон снялся вместе с Верой Фармигой в главных ролях Эда и Лоррейн. Производство началось в Уилмингтоне, Северная Каролина в феврале 2012 года, и сцены снимались в хронологическом порядке. Фильм был посвящён делу Уорренов 1971 года, в котором они исследовали проклятие ведьмы в фермерском доме в городе Харрисвилл, штат Род-Айленд. «Заклятие» было выпущено 19 июля 2013 года, и получил положительные отзывы от критиков и зрителей, заработав $318 млн по всему миру при бюджете в $20 млн, и став одним из самых прибыльных фильмов ужасов в истории.

#### Проклятие Аннабель (2014)
Вскоре после выпуска своего предшественника был анонсирован спин-офф, акцентирующий внимание на происхождении куклы Аннабель, которая была введена в фильме «Заклятие», в основном благодаря успеху кассового проката фильма в мире и положительному восприятию персонажа. Производство началось в январе 2014 года в Лос-Анджелесе. Сюжет сосредоточен на Джоне и Миа Форм, супружеской паре, ожидающей ребёнка, чья старинная кукла, Аннабель (полученная в подарок жене от её мужа), становится одержимой мстительным духом после того, как группа приверженцев некого культа врывается в их дом и совершает самоубийство. Фильм был снят оператором фильма «Заклятие» Джоном Р. Леонетти, продюсировали фильм Питер Сафран и Джеймс Ван, Гари Доберман отвечал за сценарий. Фильм был выпущен 3 октября 2014 года, и получил огромный коммерческий успех, став 14-м самым прибыльным фильмом ужасов в Северной Америке, несмотря на полученные смешанные и отрицательные отзывы от критиков и аудитории. Многие критики посчитали, что фильм плох, по сравнению с «Заклятием»

#### Заклятие 2 (2016)
В июне 2013 года сообщалось, что New Line Cinema уже разрабатывает сиквел, когда Фармига и Уилсон подписали контракты на повторение своих ролей. 21 октября, было объявлено, что Джеймс Ван вернётся к прямому продолжению и внесёт свой вклад в качестве сценариста франшизы. Основные съёмки начались в сентябре 2015 года в Лос-Анджелесе и завершились в декабре 2015 года в Лондоне. Фильм был посвящён «Энфилдскому полтергейсту», произошедшему в Лондоне в 1977 году, в то же время вкратце ссылаясь на события, вдохновлённые случаем «Ужаса Амитивилля». Фильм был выпущен 10 июня 2016 года, получив положительные отзывы как от критиков, так и зрителей; некоторые из них согласились, что фильм значительно превзошёл другие сиквелы ужасов, в то время как остальные обсуждали, что фильм превысил качество своего предшественника. Фильм оказался столь успешным, что смог обогнать первый фильм в серии, и стал ещё более выгодным дополнением к франшизе, заработав $320,3 млн во всем мире при бюджете $40 млн, став тем самым вторым самым кассовым фильмом ужасов всех времён, после Изгоняющего дьявола (1973).

#### Проклятие Аннабель: Зарождение зла (2017)
В октябре 2015 года было подтверждено, что «Проклятие Аннабель» получит продолжение; позже выяснилось, что фильм будет приквелом, а не сиквелом. Съёмки начались в июне 2016 года в Лос-Анджелесе. Сюжет фильм повествует о кукольнике и его жене, чья дочь трагически погибла двенадцать лет назад. Когда пара решила открыть свой дом монахине и нескольким девочкам из закрытого детского сиротского приюта; созданная кукольником одержимая кукла Аннабель ставит свои взгляды на детей и превращает их убежище в бурю ужаса. Режиссёр фильма И гаснет свет… (2016), Дэвид Ф. Сандберг, заменил Леонетти в качестве режиссёра, Гари Доберман вернулся, чтобы написать сценарий, а Питер Сафран и Джеймс Ван выступили в качестве продюсеров. Фильм был выпущен во всем мире 11 августа 2017 года, стал коммерчески успешным, и получил положительные отзывы от критиков и зрителей. Большинство из них нашли «Проклятие Аннабель: Зарождение зла» значительно лучше, по сравнению с его предшественником.

#### Проклятие монахини (2018)
В июне 2016 года было сообщено о том, что спин-офф фильм под названием «Монахиня» (позже переименован в «Проклятие монахини») находится в разработке и расскажет историю о «демонической монахине», демоне Валаке — антагониста из фильма «Заклятие 2». В феврале 2017 года, было объявлено, что Корин Харди подписал контракт. Сообщается также, что Гари Доберман написал новый сценарий, основанный на совместном рассказе Джеймса Вана и Добермана. В апреле 2017 года, выяснилось, что Демиан Бишир присоединился к актёрскому составу в главной роли. В том же месяце, Таисса Фармига присоединилась к актёрскому составу фильма, так же в главной роли. Бонни Ааронс повторит свою роль в фильме. В основе сюжета фильма лежит расследование загадочного самоубийства молодой монахини в уединённом монастыре в Румынии. Расследовать происшествие Ватикан отправляет священника и послушницу. Рискуя не только жизнями, но и верой, и даже своими душами, они сталкиваются со злобной силой, принявшей облик демонической монахини, а монастырь становится полем ужасающей битвы между живыми и проклятыми. Съёмки начались в мае 2017 года в Бухаресте, Румыния. Фильм был выпущен в прокат 7 сентября 2018, получив в основном негативные отзывы кинокритиков. В России премьера состоялась 20 сентября 2018.

#### Проклятие Аннабель 3 (2019)
В апреле 2018 года, компания Warner Bros. объявила 3 июля 2019 года, в качестве даты выхода для ещё не названного нового фильма во «Вселенной „Заклятия“». Позже в том же месяце было объявлено, что фильм станет третьим фильмом в серии Аннабель, а Гари Доберман подписал контракт в качестве режиссёра. Джеймс Ван и Питер Сафран вызвались продюсерами проекта. К сентябрю Майкл Бёрджесс был нанят в качестве оператора фильма. Производство началось в октябре 2018 года в Лос-Анджелесе. Фильм получил название «Annabelle Comes Home».
Согласно сюжету, чета профессиональных демонологов Уорренов запирает одержимую куклу Аннабель под освящённое святой водой стекло в комнате, где они держат все проклятые артефакты. Заперев дверь в опасную комнату, Уоррены на некоторое время покидают дом, оставив свою дочь Джуди под присмотром няни. Выходные рискуют закончиться трагедией, ведь озлобленная кукла призывает всех духов, запертых в комнате демонологов.

#### Заклятие 3: По воле дьявола (2021)
Что касается потенциальной третьей части в серии «Заклятие», Ван заявил: «Там может быть намного больше фильмов (в серии фильмов Заклятие), поскольку у Уорренов очень много историй». Сценаристы Чад и Кэри У. Хейс также выразили заинтересованность в работе над сценарием ещё одного продолжения. Однако, Ван заявил, что не сможет срежиссировать фильм, в связи с его обязательствами перед другими проектами. Он рассказал развлекательному сайту и YouTube каналу Collider следующее: «Нам посчастливилось получить третью главу», добавив, что «есть другие режиссёры, которых мне бы хотелось видеть». Ван также заявил, что, если будет сделан третий фильм, то в идеале он затронет события в 1980-х годах, и что продолжение будет основываться на случае с ликантропией, говоря: «Может быть, мы можем пойти и сделать его в стиле, как классический „Американский оборотень в Лондоне“. Это было бы здорово! Уоррены на фоне „Собаки Баскервиля“. Это очень круто». В мае 2017 года, Питер Сафран прокомментировал маловероятность того, что в третьей части будет дом с привидениями. В июне 2017 года было объявлено, что третий фильм находится в разработке, а соавтор фильма «Заклятие 2», сценарист Дэвид Лесли Джонсон нанят, чтобы написать сценарий. В августе 2017 года, Ван сказал Entertainment Weekly, что создатели фильма «упорно работают над „Заклятием 3“», и что «мы в разгар работы над сценарием, и по-прежнему его хеширования. Мы хотим убедиться, что сценарий находится в действительно хорошем месте. Множество людей полюбили первые два фильма, я не хочу спешить с третьим, если это возможно». В сентябре 2018 года продюсер Питер Сафран заявил, что сценарий близок к завершению и что производство фильма начнётся в 2019 году.

#### Проклятие монахини 2 (2023)
12 августа 2017 года, Джеймсу Вану задали вопрос о возможном продолжения «Проклятия Монахини», на что он ответил: «Если „Проклятие монахини“ хорошо покажет себя в прокате, то это может привести к работе над 2 частью, и это как-то будет связано с историей Лоррейн, которую мы создали первыми двумя „Заклятиями“, тем самым замкнув круг».
В апреле 2019 года Питер Сафран объявил, что для фильма запланирована «действительно забавная» сюжетная линия, и прокомментировал, что «второй фильм о „монахине“ неизбежен». Позже в том же месяце Акела Купер подписала контракт с проектом в качестве сценариста, а Сафран и Джеймс Ван выступят в роли продюсеров. Бонни Ааронс вернётся к роли Валака, демонической монахини.
Премьера «Проклятия монахини 2» намечена на 8 сентября 2023 года.

### Анонсированные фильмы

#### Заклятие 4: Последний обряд (2025)
В октябре 2022 года издание Hollywood Reporter сообщило, что в разработке находится четвёртый фильм «Заклятие». Сценарий напишет Дэвид Лесли Джонсон-МакГолдрик, а продюсируют Джеймс Ван и Питер Сафран.

### Отменённые фильмы

#### Горбун
В мае 2017 года Питер Сафран заявил, что Горбун (англ. The Crooked Man) рассматривался в студии, для отдельного художественного фильма. К июню того же года было сообщено, что спин-офф под названием «Горбун», рассказывающий об одноимённом персонаже из «Заклятие 2», находится в разработке с Майком Ван Ваэсом, написавшим сценарий на основе истории Джеймса Вана. Ван и Сафран намерены реализовать проект. В августе 2017 года, Ван рассказал Entertainment Weekly, что «Горбун» находится на ранних стадиях развития, и что намерение фильма состоит в том, чтобы развить «тёмную сказку» поджанра фильмов ужасов. К сентябрю 2018 года Сафран представил обновлённую информацию о проекте, в которой говорится, что сценарий находится в процессе написания, и что студия намерена дождаться, когда она будет полностью развита до того, как начнётся производство. Далее он пояснил, что намерение состоит в том, чтобы каждый фильм во франшизе имел свой собственный стиль.
В ноябре 2022 года Джеймс Ван сообщил, что проект отменён, однако намекнул, что персонаж Горбуна может появиться в будущих фильмах.

### Связи с другими фильмами

#### Волки у двери (2016)
Сюжет рассказывает о событиях, произошедших в Лос-Анджелесе в 1969 году, когда четверо друзей, решивших провести ночь в шикарном особняке, оказались окружены квартетом жестоких убийц.
Хотя фильм не является частью «Вселенной „Заклятия“», в нём участвует Эрик Ладин в роли детектива Кларкина из фильма «Проклятие Аннабель».

#### Проклятие плачущей (2019)
Когда Анна Гарсия (Линда Карделлини), социальный работник и вдова, воспитывающая двух детей в Лос-Анджелесе 1973 года, была вызвана для проверки одного из случаев гибели детей, она встречает призрак плачущей женщины. По мере того как она копает глубже, она находит поразительное сходство между случаем и ужасающими сверхъестественными явлениями, преследующими её семью. Заручившись помощью местного целителя, она обнаруживает, что Ла Йорона не остановится ни перед чем, чтобы забрать её детей. Ла Йорона, также известная как плачущая женщина, женский призрак, которая при жизни утопила своих детей в порыве ярости и вызывает несчастье для тех, кто услышит её плач. Когда она ищет своих детей, она берёт других потерянных детей, делая их своими. Анна обращается к священнику, чтобы бороться со злым существом.
Хотя фильм не является частью «Вселенной „Заклятия“», в нём участвует Тони Амендола в роли отца Переса из фильма «Проклятие Аннабель».

## Основные персонажи
В таблице перечислены персонажи, появляющиеся в двух и более фильмах вселенной «Заклятия».
| Персонажи                 | Фильмы           | Фильмы                         | Фильмы                        | Фильмы                      | Фильмы                 | Фильмы                             | Фильмы               | Фильмы                                     | Фильмы                        |
| Персонажи                 | Заклятие         | Заклятие                       | Заклятие                      | Заклятие                    | Аннабель               | Аннабель                           | Аннабель             | Проклятие монахини                         | Проклятие монахини            |
| Персонажи                 | Заклятие         | Заклятие 2                     | Заклятие 3: По воле дьявола   | Заклятие 4: Последний обряд | Проклятие Аннабель     | Проклятие Аннабель: Зарождение зла | Проклятие Аннабель 3 | Проклятие монахини                         | Проклятие монахини 2          |
| ------------------------- | ---------------- | ------------------------------ | ----------------------------- | --------------------------- | ---------------------- | ---------------------------------- | -------------------- | ------------------------------------------ | ----------------------------- |
| Эдвард «Эд» Уоррен        | Патрик Уилсон    | Патрик Уилсон                  | Патрик УилсонМитчелл ХугМ     | Патрик Уилсон               | Патрик УилсонГН        |                                    | Патрик Уилсон        | Патрик УилсонA                             | Патрик УилсонК                |
| Лоррейн Уоррен            | Вера Фармига     | Вера Фармига                   | Вера ФармигаМеган Эшли БраунМ | Вера Фармига                |                        |                                    | Вера Фармига         | Вера ФармигаA                              | Вера ФармигаК                 |
| Джуди Уоррен              | Стерлинг Джеринс | Стерлинг Джеринс               | Стерлинг Джеринс              | Миа Томлинсон               |                        |                                    | Маккенна Грейс       | Стерлинг ДжеринсA                          |                               |
| Аннабель                  | Появление        | Появление                      | Появление                     |                             | Появление              | Появление                          | Появление            |                                            |                               |
| Мальтус Демон-баран       | Джозеф Бишара    |                                |                               |                             | Джозеф Бишара          | Джозеф БишараФред ТаташорГ         | Александр Уорд       |                                            |                               |
| Камилла                   | Эми Типтон       |                                |                               |                             | Эми Типтон             |                                    | Шаде Катарина        |                                            |                               |
| Дебби                     | Морганна Мэй     |                                |                               |                             | Морганна Мэй           |                                    | Кензи Каплан         |                                            |                               |
| Рик                       | Зэк Паппас       |                                |                               |                             | Зэк Паппас             |                                    | Зэк Паппас           |                                            |                               |
| Отец Гордон               | Стив Култер      | Стив Култер                    | Стив Култер                   |                             |                        |                                    | Стив Култер          |                                            |                               |
| Морис «Френчи» Терио      | Кристоф Вейлон   |                                |                               |                             |                        |                                    |                      | Йонас Блоке                                | Йонас Блоке                   |
| Кэролин Перрон            | Лили Тейлор      |                                |                               |                             |                        |                                    |                      | Лили ТейлорA                               |                               |
| Дрю Томас                 | Шеннон Кук       | Шеннон Кук                     | Шеннон Кук                    |                             |                        |                                    |                      |                                            |                               |
| Валак Монахиня            |                  | Бонни АаронсРобин Аткин ДаунсГ |                               |                             |                        | Бонни АаронсНК                     |                      | Бонни АаронсДи Брэдли БейкерГДебра УилсонГ | Бонни АаронсЭндрю МоргадоГ    |
| Дженис «Аннабель» Хиггинс |                  |                                |                               |                             | Три О’ТулКира ДэниелсМ | Талита БейтманТри О’ТулС           | Три О’ТулКН          |                                            |                               |
| Пит Хиггинс               |                  |                                |                               |                             | Брайан Хау             | Брайан Хау                         |                      |                                            |                               |
| Шерон Хиггинс             |                  |                                |                               |                             | Керри О’Мэлли          | Керри О’Мэлли                      |                      |                                            |                               |
| Худой человек             |                  |                                |                               |                             | Трампас Томпсон        | Трампас Томпсон                    |                      |                                            |                               |
| Аннабель «Би» Маллинс     |                  |                                |                               |                             |                        | Самара Ли                          | Самара Ли            |                                            |                               |
| Сестра Айрин Палмер       |                  |                                |                               |                             |                        |                                    |                      | Таисса Фармига                             | Таисса ФармигаМарго БернацциМ |
| Кардинал Конрой           |                  |                                |                               |                             |                        |                                    |                      | Дэвид Хорович                              | Дэвид Хорович                 |

## Приём

### Кассовые сборы
| Фильм                              | Дата выхода     | Кассовые сборы   | Кассовые сборы    | Кассовые сборы | Бюджет     | Прим.  |
| Фильм                              | Дата выхода     | Северная Америка | Другие территории | Во всем мире   | Бюджет     | Прим.  |
| ---------------------------------- | --------------- | ---------------- | ----------------- | -------------- | ---------- | ------ |
| Заклятие                           | 19 июля 2013    | $137 400 141     | $182 094 497      | $319 494 638   | $20 млн    | [ 64 ] |
| Проклятие Аннабель                 | 3 октября 2014  | $84 273 813      | $172 773 848      | $257 047 661   | $6,5 млн   | [ 65 ] |
| Заклятие 2                         | 10 июня 2016    | $102 470 008     | $217 922 810      | $320 392 818   | $40 млн    | [ 66 ] |
| Проклятие Аннабель: Зарождение зла | 11 августа 2017 | $102 092 201     | $204 423 683      | $306 515 884   | $15 млн    | [ 67 ] |
| Проклятие монахини                 | 7 сентября 2018 | $117 450 119     | $248 100 000      | $365 550 119   | $22 млн    | [ 68 ] |
| Проклятие плачущей                 | 19 апреля 2019  | $54 733 739      | $67 400 000       | $122 133 739   | $9 млн     | [ 69 ] |
| Проклятие Аннабель 3               | 26 июня 2019    | $74 152 591      | $154 400 000      | $228 552 591   | $27 млн    | [ 70 ] |
| Заклятие 3: По Воле Дьявола        | 4 июня 2021     | $65 631 050      | $140 800 000      | $206 431 050   | $40 млн    |        |
| Общая                              | Общая           | $738 203 662     | $1 247 114 838    | $1 919 687 450 | $179,5 млн | [ 71 ] |

### Критика
| Фильм                              | Rotten Tomatoes     | Metacritic       | CinemaScore |
| ---------------------------------- | ------------------- | ---------------- | ----------- |
| Заклятие                           | 85 % (218 рецензий) | 68 (35 рецензий) | A−          |
| Проклятие Аннабель                 | 29 % (130 рецензий) | 37 (27 рецензий) | B           |
| Проклятие Аннабель: Зарождение зла | 70 % (182 рецензии) | 62 (29 рецензий) | B           |
| Проклятие монахини                 | 25 % (190 рецензий) | 46 (32 рецензии) | C           |
| Проклятие плачущей                 | 29 % (176 рецензий) | 41 (28 рецензий) | B−          |
| Проклятие Аннабель 3               | 64 % (194 рецензии) | 53 (35 рецензий) | B−          |
| Общая                              | 55 %                | 53               | В           |